# Cesare Maccacaro
Cesare Maccacaro (Bussolengo, 2 aprile 1937) è un allenatore di calcio ed ex calciatore italiano, di ruolo centrocampista o attaccante.

## Carriera

### Giocatore
Esordì nel Verona e fece parte della squadra che conquistò la prima promozione in Serie A della squadra scaligera (1956-1957).. Fu inoltre l'autore della prima rete dei veneti in massima serie, in occasione della sconfitta esterna per 3 a 2 contro la Juventus dell'8 settembre 1957.
Giocò in massima serie tra il 1957 e il 1960 con i gialloblu, con il Genoa e con l'Alessandria, collezionando in totale 71 presenze e 14 reti, fra cui una nel Derby della Lanterna del 16 novembre 1958, che vide la sconfitta del Genoa per 2 a 1.
Chiuse la carriera col Catanzaro, squadra nella quale militò per otto stagioni disputate tutte in Serie B e con cui giocò la finale di Coppa Italia nella stagione 1965-1966.. Complessivamente ha collezionato 264 presenze e 19 reti nella serie cadetta.

### Allenatore
Fu a lungo allenatore e dirigente del Sommacampagna, squadra che guidò tra l'altro alla vittoria della Coppa Italia Dilettanti nel 1978 e alla promozione in Serie D nel 1980.

## Palmarès

### Giocatore
- Campionato italiano di Serie B: 1

Verona: 1956-1957

### Allenatore

#### Competizioni nazionali
- Coppa Italia Dilettanti: 1

Sommacampagna: 1977-1978

### Competizioni regionali
- Promozione: 1

Sommacampagna: 1979-1980